# Rudolf Mažgut
Rudolf Mažgut (2. dubna 1947 Nové Zámky – 12. února 2014 Banská Bystrica) byl slovenský fotbalový obránce, trenér a funkcionář. Jednalo se významnou osobnost banskobystrického sportu. Poslední rozloučení s Rudolfem Mažgutem se uskutečnilo v pondělí 17. února 2014 ve 13 hodin v banskobystrickém krematoriu.

## Hráčská kariéra
Novozámecký rodák a odchovanec hrál s mateřským klubem ve II. lize. V roce 1967 narukoval do Banské Bystrice a působil zde do roku 1976.
V československé lize hrál za Duklu Banská Bystrica, aniž by skóroval. Podílel se na vítězství banskobystrických vojáků v moravsko–slovenské skupině druhé ligy (1967/68) a jejich prvním postupu do nejvyšší soutěže.

### Prvoligová bilance
| Ročník             | Zápasy | Góly | Minuty | Klub                     |
| ------------------ | ------ | ---- | ------ | ------------------------ |
| I. liga 1968/69    | 11     | 0    | 849    | AS Dukla Banská Bystrica |
| CELKEM I. ČS. LIGA | 11     | 0    | 849    |                          |

## Trenérská kariéra
Poté, co ve druhé polovině 70. let 20. století ukončil svou hráčskou kariéru, začal trénovat mládež.

## Funkcionářská kariéra
Od roku 1980 působil pod Ministerstvem vnitra v ČH Banská Bystrica a později ŠKP Banská Bystrica. Ve vedení ŠKP byl i v době, kdy banskobystrické házenkářky získaly svůj dosud jediný titul mistryň Slovenska (9. května 1999). Roku 1990 se vrátil na Štiavničky, když se stal členem dozorčí rady banskobystrického fotbalového klubu. Od ledna 2010 do roku 2012 byl sportovním ředitelem FK Dukla Banská Bystrica.